# Сріблянка (притока Тясмину)
Срібля́нка — річка в Україні, в межах Городищенського (верхів'я) та Смілянського районів Черкаській області. Ліва притока Тясмину (басейн Дніпра). 

## Опис і розташування
Довжина річки 28 км. Долина порівняно глибока, подекуди каналізована. 
Сріблянка бере початок на північ від села Калинівка. Тече Придніпровською височиною спершу на південний схід, далі — переважно на північний схід, у пониззі — на схід. Впадає до Тясмину в місті Смілі. 
Над річкою розташовані села: Калинівка, Носачів, Мельниківка, Балаклея, Костянтинівка, а також місто Сміла. 
Серед приток найбільша — Мідянка, котра впадає в межах села Балаклея.